# NGC 614
NGC 614 je galaksija u zviježđu Trokut.

## Vanjske poveznice
- SEDS: NGC 0614